# 刺果芹
刺果芹（学名：Turgenia latifolia）为伞形科刺果芹属的植物。分布于中欧、俄罗斯、西亚、克什米尔以及中国大陆的新疆等地，生长于海拔700米至1,400米的地区，多生在低山的荒地、路旁及冲沟等处，目前尚未由人工引种栽培。